# Morti nel 1324
| Questa pagina contiene informazioni ricavate automaticamente dalle voci biografiche con l'ausilio del template Bio e di un bot. L'aggiornamento è periodico e automatico e ricostruisce completamente la pagina. Se manca una persona in questa lista, sei pregato di non aggiungerla, ma accertati piuttosto che la sua voce biografica contenga il template Bio e che i dati anagrafici siano correttamente compilati. Se il template Bio manca, inseriscilo tu stesso o, in alternativa, metti l'avviso {{tmp\|Bio}} che ne segnala la mancanza. Se i dati riportati sono sbagliati, correggi direttamente la voce biografica; le modifiche saranno visibili in questa lista entro pochi giorni. Per chiarimenti vedi il progetto biografie. La lista contiene solo le 26 persone che sono citate nell'enciclopedia e per le quali è stato implementato correttamente il template Bio. Pagina aggiornata al 10 ago 2025. |

- 8 gennaio - Marco Polo, viaggiatore, scrittore e ambasciatore italiano (n. 1254)
- 15 gennaio - Angelo da Gualdo Tadino, monaco cristiano italiano (n. 1270)
- 11 febbraio - Karl von Trier (n. 1265)
- 26 febbraio - Dino Compagni, politico, scrittore e storico italiano
- 2 marzo - Roberto di Courtenay, arcivescovo cattolico francese
- 26 marzo - Maria del Lussemburgo, francese
- 10 maggio - Shams al-Riʾāsa Abū al-Barakāt, religioso egiziano
- 23 giugno - Aymer de Valence, II conte di Pembroke, nobile britannico
- 16 luglio - Go-Uda, imperatore giapponese (n. 1267)
- 31 agosto - Enrico II di Cipro, re (n. 1271)
- 4 settembre - Sancho I di Maiorca, re (n. 1276)
- 25 settembre - Tommaso II Sanseverino, nobile italiano
- 3 novembre - Petronilla de Meath, irlandese
- Rabia Bala Hatun, nobildonna ottomana (n. 1259)
- Jean II des Barres, militare francese
- Dalmazzo VII de Roccabertí, nobile e condottiero spagnolo
- Bonturo Dati, mercante e politico italiano
- Manfredi della Gherardesca, nobile e generale italiano
- Isabella d'Ibelin, regina cipriota (n. 1241)
- Adelaide di Brunswick, imperatrice bizantina
- Uberto Malatesta, politico e condottiero italiano
- Costanza Morosini, nobildonna italiana (n. 1275)
- Roberto IV delfino d'Alvernia, nobile francese
- Eleonora di Savoia, nobile (n. 1280)
- Guecellone VII da Camino, nobile e politico italiano
- Giacomo I da Carrara, politico e condottiero italiano